# Trisomie 20
 Mise en garde médicale
La trisomie 20 est une trisomie caractérisée par la présence d'un chromosome 20 supplémentaire.
La trisomie 20 complète ou par translocation n'est pas viable, mais celle en mosaïque, de phénotype variable, est généralement relativement légère, voire asymptomatique avec un développement physique et cognitif sans signes particuliers. Lorsque des manifestations sont présentes, elles sont généralement subtiles, pas souvent reliées à un diagnostic ou à celui-ci, mais les indices suivants peuvent suggérer cette condition génétique, largement transmise héréditairement (parfois avec une ou des générations sans symptômes) car ne compromettant pas la fertilité :
- Les signes les plus constants sont des anomalies vertébrales associées à des épaules tombantes (cyphose, sténose, fusion vertébrale) et à une posture ou démarche particulière, parfois à une hypotonie musculaire (au moins à la naissance), à d'autres spécificités physiques et orthopédiques (doigts des mains, pieds, autres malformations, système cardiovasculaire) très souvent absentes ou légères.
- Des difficultés relatives et spécifiques peuvent avoir une incidence variable et parfois significative sur la cognition, la psychomotricité, la compréhension, la concentration et les apprentissages, généralement en l'absence de handicap mental caractérisé, un retard de langage léger est éventuellement rapporté.
- La constipation peut être présente tout au long de la vie.
- La pigmentation cutanée peut être anormale (hypermélanose nævoïde linéaire et convolutée, qui suit les lignes de Blaschko de façon à rendre visible un motif bringé).
- L'enfant naît souvent avant terme, parfois plus petit que la moyenne, et il y a corrélation avec des troubles du neurodéveloppement relevant de troubles du spectre autistique atypiques, par exemple avec problèmes de dyspraxie et d'attention mais avec un niveau intellectuel et verbal moyen à élevé et sans altération significative de la motivation sociale.

Une présentation plus sévère et rare (moins systématiquement viable) comprend des signes plus évidents d'une condition génétique particulière :
- Un retard sensible de la motricité et de la parole, un retard souvent léger à modéré du développement global, des anomalies orthopédiques et vasculaires.
- Des troubles neurologiques sévères (convulsions, épilepsie, anomalies de la substance blanche).
- Une légère dysmorphie craniofaciale.
- Parfois des cardiopathies congénitales, notamment une communication interventriculaire et/ou une dysplasie de la valve mitrale tricupside.
- Et des néphropathies congénitales, comme le rein dit en fer à cheval[1].

Les signes dépendent généralement du degré de mosaïcisme (pourcentage de cellules affectées).
En outre, la trisomie 20p est une atypie chromosomique (trisomie 20 partielle) résultant de la duplication de tout ou partie du bras court du chromosome 20. Elle est le plus souvent caractérisée par une croissance normale, un déficit intellectuel léger à modéré, un trouble du langage et de la coordination et une dysmorphie faciale.
Enfin, la trisomie 20q est rare, elle résulte de la duplication totale ou partielle du bras long du même chromosome. Seule celle partielle est viable. Les signes en sont en particulier un retard neurodéveloppemental, des malformations cardiaques et une dysmorphie faciale, ainsi que des anomalies squelettiques.